# Aphaenogaster testaceopilosa
Aphaenogaster testaceopilosa é uma espécie de inseto do gênero Aphaenogaster, pertencente à família Formicidae.